# 부산 반얀트리 리조트 공사장 화재 사고
부산광역시 기장군 일대에서 발생한 반얀트리 해운대 부산 리조트 공사장 화재는 2025년 2월 14일 오전 10시 51분경에 처음으로 발화가 확인된 대형 산업재해 사건으로, 대한민국의 건설안전관리와 소방설비 운영, 화기작업 규정, 다단계 하도급 구조의 한계가 집약적으로 드러난 참사로 평가된다. 이 화재로 인해 6명의 하청 노동자가 사망하고, 최소 27명이 연기 흡입 등으로 부상을 입었으며, 이는 2022년 이천 물류센터 화재 이후 가장 큰 건설 현장 인명 피해 사례로 기록되었다.
화재는 지하 3층, 지상 12층 규모로 조성 중이던 리조트 건물 중 B동(카르마동)의 1층 피트(PIT)룸에서 발화되었으며, 이곳은 하청업체 소속 노동자가 스테인리스 배관을 절단·용접하는 작업을 수행하던 장소였다. 당시 화기작업으로 발생한 불티가 바닥의 천공을 통해 지하 1층으로 낙하하면서, 천장 부위에 노출된 보온재 등 가연성 자재에 착화된 것이 최초 발화의 원인으로 추정된다. 수처리실 천장에는 배관과 전선, 통신케이블 등이 혼재되어 있었으며, 이는 불이 빠르게 연소 확산되는 통로가 되었다. 무엇보다 문제였던 것은 발화 지점 주변의 천공들이 미봉합 상태로 방치되어 있었고, 이로 인해 불티는 무방비하게 지하층으로 낙하할 수 있었으며, 현장에는 불꽃감시자조차 배치되어 있지 않아 초기 대응이 전무한 상태였다.
화재가 발생한 시점에는 해당 동의 지하와 지상 층에 다수의 작업자들이 흩어져 있었으며, 일부는 사고 당일 첫 출근한 일용직 노동자들이었다. 화재는 발화 직후 단 몇 분 만에 지하층 전역에 시커먼 유독 연기를 가득 채웠고, 5분 이내로 지상 1층까지 검은 연기가 차오르면서 탈출이 불가능한 상황이 발생했다. 연기의 확산이 워낙 급속하게 진행된 탓에 대피 경로를 확보하거나 안전한 장소로 피신할 여유가 거의 없었으며, 일부 노동자는 창문을 깨고 외벽을 타고 탈출하거나, 구조대가 도착한 이후 고소사다리차를 통해 구조되었다.
신고를 받은 부산광역시 소방재난본부는 대응 2단계를 발령하고 인력 352명, 장비 127대를 현장에 투입하였으며, 소방헬기 3대와 특수구조차, 지휘차량 등도 총동원되었다. 화재 진압은 오후 1시 34분경 완료되었으나, 이때까지도 지하층과 지상 1층 일부 공간에서는 고열과 연기 탓에 진입조차 어려웠다. 소방대는 건물 내 각 지점에서 수색작업을 펼쳐 최종적으로 6명의 사망자를 수습하였다. 이들은 대부분 지하층에서 숨졌으며, 연기와 열기에 의한 질식사로 추정된다. 현장에서 확인된 바에 따르면 일부 사망자는 인근 출입문 근처에서 발견되어, 비상구 구조나 피난유도설비 부재의 문제점도 지적되었다.
해당 리조트는 시공사인 삼정기업이 2020년부터 건축을 진행해왔으며, 2024년 12월에 준공승인을 받은 상태였다. 그러나 준공 이후에도 내부 인테리어 및 기타 공사가 계속되었으며, 이 과정에서의 안전관리 책임이 모호하게 분산되어 있었고, 실질적인 안전 감독은 하청업체에 전가된 상태였다. 사용승인 당시 설계도면상에는 방화구획, 방화문, 방화셔터 등의 방재설비가 계획되어 있었으나, 현장 확인 결과 상당 부분이 설치되지 않았거나 훼손되어 있었으며, 자동화재신고설비 역시 정상 작동하지 않았다. 심지어 소방당국에 따르면 해당 건물에는 자동화재탐지설비 및 화재감지기가 설치되어 있지 않았고, 스프링클러의 작동 여부도 불명확하며, CCTV를 통해서도 작동 흔적을 명확히 파악할 수 없는 수준이었다.
사건 이후 소방방재 전문가들과 산업안전 전문가들은 이 사건이 단순한 작업 중 부주의로 인한 사고가 아닌, 명백한 복합적 안전관리 실패의 결과임을 강조하였다. 첫째로, 준공승인 이후에도 계속되는 작업에 대한 안전계획이 전혀 수립되지 않았다는 점, 둘째로는 다단계 하도급 구조 속에서 원청업체가 현장관리의 실질적 책임을 회피했다는 점, 셋째로는 스프링클러 및 화재감지기 등 필수적인 소방시설이 미비 또는 작동 불능 상태였다는 점, 넷째로는 불티를 동반한 고온의 화기작업이 다수 팀에 의해 중첩 진행되고 있었음에도 불구하고 작업 간 간섭 방지 및 현장 전반의 위험평가가 없었다는 점 등이 복합적으로 작용하였다.
고용노동부와 경찰은 화재 발생 직후 즉각 합동조사단을 구성하였고, 4월 7일 중간수사결과를 발표하였다. 이에 따르면 총 31명이 형사 입건되었으며, 이 중 삼정기업의 현장소장과 하청업체 대표 및 용접 작업자 등 4명이 구속되었다. 그 외 발주처 관계자, 안전관리자, 감리업체 소속자 등 다수가 불구속 입건되었으며, 이들에 대해 산업안전보건법 및 업무상 과실치사 혐의가 적용되었다. 아울러 경찰은 설계변경 인허가 과정, 뇌물 및 향응 수수 의혹, 현장 노동자에 대한 산재보험 미가입 여부 등으로 수사를 확대하였다. 소방방재신문의 최영은 취재를 위해 화재 현장 건축물에 들어가서 영상을 촬영하였다는 이유로 경찰에 의해 '건조물침입죄로' 부산지방검찰청에 불구속 입건되는 일도 있었다.
사고 이후 유족들은 사고 경위를 명확히 밝히고, 원청과 하청의 실질적 책임자 처벌을 요구하였으며, 일부는 공사장 전면 중단과 함께 국정조사까지 요구하였다. 전국의 건설노동자 단체와 시민사회단체도 연대하여 이번 사고가 단순한 ‘재해’로 규정되기보다는 구조적 ‘살인’에 가까운 사건이라며 목소리를 높였다. 부산시와 소방청은 유사 사고 방지를 위해 공사장 화재안전 점검을 강화하고, 자동화재신고설비 및 피난유도등, 스프링클러 등 소방설비의 설치 기준을 점검하겠다고 밝혔다.
부산 반얀트리 리조트 화재는 한국 건설현장에서 반복되어온 고질적 안전관리 문제, 다단계 하도급 구조, 소방설비의 부실 및 현장 실태 파악의 미흡 등이 결합된 참극으로 평가되며, 소방방재 및 산업안전 정책 전반에 대한 총체적 재점검의 필요성을 사회 전반에 강하게 환기시키는 계기가 되었다.